# 信玄軍記
『信玄軍記』（しんげんぐんき）は、松本清張の歴史小説。武田信玄の生涯を、その初陣から上洛間近での死まで描く。『小説春秋』に連載され（1956年3月号 - 5月号）、1956年4月に河出書房新社より刊行された。
中学生を対象とする学習雑誌に連載された『武田信玄』を、一般向けにリライトした作品となる。『武田信玄』をさらに年少の児童向けにリライトし単行本化した『決戦川中島』、および本作の改稿版にあたる『信玄戦旗』についても記述する。

## あらすじ
何とかして信濃の半分でも手に入れたいと野望を持つ武田信虎は、海ノ口城の平賀源心を攻める。初陣の嫡男晴信は、16歳にして源心を討ち取り、大成功して甲府に帰るが、信虎は不快な顔をして晴信を叱る。父に疎まれているなら、弟の次郎が家督を嗣げるようにと考えた19歳の晴信は、武事を投げ出して詩文に凝るが、板垣信方の諫言で心を改める。間もなく信虎は内外の圧力で隠居となり、晴信は家督を継ぐ。諏訪頼重や小笠原長時との抗争、村上義清との激闘を経て、信濃の攻略を進める信玄は、やがて信濃の奥、越後の虎と呼ばれる長尾景虎（上杉謙信）との対決を迎える。

## 主な登場人物
- 歴史的人物の実際に関してはリンク先を参照。

武田信玄
主人公。出家前の名は晴信。川中島で上杉謙信と対戦する。
武田信虎
信玄の父。晴信を何となく嫌っており、弟の信繁を偏愛する。
板垣信方
武田家の古い宿将の一人。
上杉謙信
越後国の武将。春日山城から出陣し善光寺平で武田軍と睨み合う。
山本勘助
隻眼跛脚の醜い面貌だが、信玄が惚れこみ武田方の軍師となる。

## エピソード
- 武田信玄について著者は「筆者の子供時代の絵本といえば、必ず武田信玄と上杉謙信の一騎打ちが、極彩色で載っていたものだ」「何となく謙信が勇ましく、信玄は小狡くみえた。信長や秀吉に人気があり、家康に人気がないのと似ている」が、「事実は、謙信のほうが信玄にくらべて大ぶん見劣りがすると思う」と記している[2]。
- 現代文学研究者の鶴田武志は「清張が眼差しを向けるのは、一般的には好意的に見られないが、地道で堅実という点で評価できる」人物と述べた上で、本作の元となった『中学コース』連載の『武田信玄』について、武田信玄は当時の児童向けの伝記の素材として人気が無く、例えば1949年-1955年刊行の偕成社『世界偉人物語』には、武田信玄や徳川家康が含まれなかった一方、上杉謙信や豊臣秀吉が含まれていたこと、また川中島の戦いは、戦前から人気の題材であったが、碧瑠璃園『上杉謙信』（1925年、大鐙閣）や矢橋三子雄・高橋盛義『少年上杉謙信伝』（1939年、大同館）といった、上杉謙信を賞賛する児童書が存在していた反面、武田信玄単独のものはなく、謙信寄りに語られることが多かったこと、また本作の連載開始と同時期に単行本が発売された井上靖『風林火山』の場合も、中心は山本勘助であったことを指摘し、『武田信玄』においては、謙信寄りではない新しい川中島合戦を描くために、「明朗快活で情に厚い人柄である一方、現実主義者としての実行力を持つというバランスのとれた英雄」としての信玄像が立ち上げられたと分析している[3]。
- 鶴田は『信玄軍記』の『武田信玄』からの変更点を検討し、『信玄軍記』では信玄の初陣から死去までという物語全体の基本プロットは『武田信玄』を踏襲しているが、中学生向けゆえの説明的な描写が簡潔になり、諏訪御料人や山本勘助など信玄の心情を映す合わせ鏡となる登場人物が組み込まれ、史料解釈が人間描写に生かされる形で挿入されることで、信玄の人間性に焦点を当てた作品になったと分析している[3]。

## 『決戦川中島』
1957年11月25日に大日本雄弁会講談社より『少年少女日本歴史小説全集』の1冊として刊行された。「風雲の武将信玄」のサブタイトルが付せられている。対象年齢は、中学生対象の『武田信玄』よりさらに下げて、児童向けとされ、文章は易しい表現に改められている。「戦国の若武者」「川中島の決戦」「燃える陣火」の三部構成となった。
- 著者は刊行にあたってまえがきを付し「「戦国時代」は日本歴史の中で、いちばんおもしろい時代である。長い間つづいていた幕府の勢力がおとろえると、下からの力がもりあがってくる。いままで制度の下で、あきらめたり、ねむったりしていた地方の武士が、にわかに自分の実力を発揮しはじめたのである」「いままでの古い制度はくずれて、ほんとにはだかとはだかの人間との勝負であった。そこに、人間のうそのないすがたがでてきて、おもしろいのである」「この小説は武田信玄を主にして書いた。信玄が、ただ戦争に強いというだけでなく、日ごろの考えぶかい人生態度が、興味といっしょに読みとれてもらえたら、作者は、たいへんありがたいと思う」と記している[4]。
- 『信玄軍記』には無いエピソードが挟まれている（「裏富士」（次郎）、「いななく木馬」（小畠日浄）、「怪星」（三条夫人）の各節）。また諏訪御料人は『信玄軍記』では女とのみ記されているが、『決戦川中島』では「七重姫」の名があてられている。
- 『決戦川中島』は2007年に一般向けの装丁で幻冬舎から再刊されている。発行元の一草舎社長の高橋将人は「自身が一番影響を受けた信玄もの」であり「読み返してみると、当時の子どもの識字能力の高さに驚くと同時に装丁などを手直しすれば大人向けの読み物として出版できるだろうと思った」と述べている[3]。

## 『信玄戦旗』
1987年12月20日に角川書店より刊行された。『信玄軍記』とは章立てが変更され、「山峡の源氏」「雪中初陣」「実父追放」「信濃の征旗」「拡張政策」「好敵手」「八幡原の白い闇」「同盟の崩壊」「上洛急速」「伊那路に墜つ」の10章で構成されている。
- 『信玄戦旗』の特徴として、信玄前史、甲陽軍鑑の史料的価値、武田軍の軍隊組織、信玄の謙信へのコンプレックス、鉄砲関連などの評伝的な記述が加味され、また周辺人物・周辺大名に関する記述（越後の土着勢力と長尾為景、桶狭間の戦いなど）が追加されている。
- 『信玄軍記』との差異としては、韮崎の合戦削除や妹禰々の自害追加など、エピソードの取捨選択入替が行われ、諏訪御料人の名は「百合」とされている。